# Podoscypha nitidula
Podoscypha nitidula är en svampart som först beskrevs av Miles Joseph Berkeley, och fick sitt nu gällande namn av Narcisse Theophile Patouillard 1903. Podoscypha nitidula ingår i släktet Podoscypha och familjen Meruliaceae.   Inga underarter finns listade i Catalogue of Life.